# Mark Jones (cestista 1975)
Matthew Mark Jones (Milwaukee, 25 maggio 1975) è un ex cestista statunitense, professionista nella NBA.

## Palmarès
- All-CBA Second Team (2005)